# Червець (рід рослин)
Червець (Scleranthus) — рід квіткових рослин родини гвоздикових (Caryophyllaceae). Рід містить 13 чи 17 видів, і поширений у Євразії, північній і східній Африці, Австралазії; широко натуралізований у Північній і Південній Америках, також у Африці й Азії.

## Опис
Листки без прилистків. Чашечка роздільнолиста або до половини зрослолиста, в останньому випадку віночок відсутній. Пелюстки без нігтиків. Тичинок 10. Плід — коробочка, рідше лізикарпний горішок.

## Види
- Scleranthus aetnensis
- Scleranthus annuus
- Scleranthus biflorus
- Scleranthus brockiei
- Scleranthus delortii
- Scleranthus diander
- Scleranthus minusculus
- Scleranthus orientalis
- Scleranthus perennis
- Scleranthus peruvianus
- Scleranthus polycarpos
- Scleranthus pungens
- Scleranthus singuliflorus
- Scleranthus uncinatus
- Scleranthus uniflorus
- Scleranthus verticillatus